# Empréstimo predatório
O empréstimo predatório caracteriza-se pela concessão indiscriminada de crédito ao consumidor sem a análise de sua solvabilidade, isto é, sem que a instituição financeira - que concede o crédito - avalie de forma objetiva se o consumidor tem possibilidade de pagar a dívida futuramente, nos exatos termos do que será previsto no contrato de empréstimo.
Esse tipo de empréstimo, feito sem a análise de risco de sua concessão, é geralmente ofertado a indivíduos suscetíveis ao inadimplemento e às adversidades cotidianas. Em outras palavras, são consumidores vulneráveis que, embora precisem muito do empréstimo naquele momento, não detém qualquer condição de arcar com o seu pagamento em momento futuro. 
Esse empréstimo realizado com determinadas esferas da população, que nem sempre conseguem suportar a alta taxa de juros, reduz a expectativa de riqueza dos consumidores.

## Surgimento
Historicamente, os empréstimos predatórios começaram a ganhar destaque após a crise americana de 2008, a crise das hipotecas subprime, ou de alto risco, época em que havia poucos credores dispostos a conceder crédito e consumidores mal informados sobre as condições da operação. Entende-se que os credores dispunham-se a conceder tais empréstimos com risco alto de calote porque a taxa muito elevada de juros compensava o percentual de inadimplência.
No Brasil, a crença em um suposto sistema financeiro seguro e estável fez com que brasileiros aderissem firmemente a empréstimos concedidos sem análise de risco, ou com análise de risco falhas. 
Pesquisa do Serviço de Proteção ao Crédito (SPC) e da Confederação Nacional de Dirigentes  Lojistas (CNDL) mostra que 15% da população endividada adquiriu, entre os anos de 2016 e 2017, empréstimo sem análise de risco, e, dentre estes, 55% não analisaram os juros aos quais foram submetidos. Ainda, 75% da parcela da população que realizou empréstimo a fim de melhorar sua condição financeira acredita que a medida só levou a maiores dificuldades financeiras.

## Natureza Jurídica
O contrato de empréstimo bancário nada mais é do que um contrato de mútuo feneratício onde há a aplicação do Código de Defesa do Consumidor (CDC).
O contrato de mútuo é aquele em que uma pessoa (natural ou jurídica) transfere a outra o domínio de determinada coisa fungível (isto é, substituível) por um determinado período de tempo (Art. 586, CC). Em geral, essa coisa é uma quantia em dinheiro que o mutuante empresta ao mutuário, sob a condição de que, no prazo assinalado no contrato, este último o restitua. 
No caso do contrato de mútuo feneratício, também chamado de mútuo oneroso, essa restituição da quantia emprestada - que é a obrigação principal do contrato - é acompanhada de uma obrigação acessória, que é a de remunerar o mutuante pelo empréstimo feito. Via de regra essa remuneração é feita por meio de uma taxa de juros, a qual pode ser previamente estabelecida no contrato celebrado entre as partes ou não, tendo em vista que a lei presume devidos os juros compensatórios todas as vezes em que o contrato de mútuo tem fins econômicos (Art. 591, CC).    
O contrato de mútuo feneratício será regulado pelo Código Civil (CC) ou pelo Código de Defesa do Consumidor (CDC) a depender da qualificação das partes. 
No caso do contrato de empréstimo bancário, a relação jurídica é entendida como relação de consumo, sendo o banco considerado fornecedor e o seu cliente consumidor para todos os fins legais. Nesse sentido já decidiu o Superior Tribunal de Justiça (STJ) quando editou a Súmula 297, segundo a qual “O Código de Defesa do Consumidor é aplicável às instituições financeiras.”
Importante ressaltar que a maioria - senão todos - os contratos de empréstimo bancário são de natureza adesiva, o que significa dizer que o consumidor quase não discute as cláusulas do contrato que, futuramente, deverá cumprir. As cláusulas são impostas unilateralmente pelas instituições financeiras, sendo este apenas um dos fatores que denotam a vulnerabilidade do consumidor no caso dos empréstimos predatórios.

## Características

### Estratégias de Marketing
Uma característica que pode configurar o empréstimo predatório, além da taxa alta de juros injustificada, são as estratégias utilizadas pelas empresas para atrair os tomadores. Muitas vezes os empréstimos são ofertados de maneira abusiva, de modo que os credores conseguem captar consumidores mais vulneráveis que não conseguem compreender exatamente os termos da oferta. Em resumo, as propagandas, em geral, devem ser diretas, ou seja, devem informar sobre o que está sendo ofertado de modo claro, sem simulações. Muitas vezes, o consumidor não percebe que se trata de uma propaganda propriamente dita, pois os credores utilizam uma linguagem subliminar, fazendo com que o consumidor entre no contrato de empréstimo sem muita análise das consequências.

### Cláusulas Abusivas
As cláusulas contratuais consideradas abusivas, geralmente, configuram-se das altas taxas de juros. Muitas vezes as taxas de juros pactuadas não são compatíveis com as taxas usuais de mercado, por isso configuram uma vantagem exagerada ao credor e, por outro lado, uma desvantagem excessiva ao consumidor. Além disso, apesar de serem contratadas, os consumidores raramente possuem as informações necessárias para uma análise profunda, tampouco existe flexibilidade de negociação dessas condições contratuais.

### Falha no dever de informação
A informação é inerente ao serviço. Assim, a falta de informação, ou informações prestadas de modo inadequado, pode gerar dano ao consumidor, seja moral, seja material, hipótese em que cabe a reparação integral. Quando o credor omite informações, ou as presta erroneamente, não age com a boa-fé esperada. O tomador do empréstimo, genericamente, deposita confiança no produto ofertado pelo fornecedor. Assim, a boa-fé objetiva desse credor é pressuposto básico para uma relação contratual justa e equilibrada, dada a vulnerabilidade do consumidor.

## Responsabilidade Civil pela má concessão de crédito
O empréstimo predatório caracteriza ato ilícito, gerando para a instituição financeira o dever de indenizar o consumidor.
O empréstimo é, antes de qualquer outra coisa, um contrato. Por isso, como em qualquer outro contrato, o empréstimo deve ser realizado pela instituição financeira com a observação dos deveres de diligência, lealdade e cuidado com o patrimônio da contraparte. Estes deveres pertencem a categoria jurídica dos deveres laterais de conduta. São deveres que decorrem do princípio da boa fé contratual, o qual deve ser observado em qualquer contrato.
A partir do momento em que a instituição financeira concede o empréstimo sem se preocupar com os efeitos que ele ocasionará no patrimônio do consumidor, viola esses deveres, surgindo para ela o dever de indenizar. 
Assim acontece, por exemplo, quando a instituição financeira (p. ex. banco) deixa de requisitar ao consumidor os documentos necessários para analisar a sua capacidade de pagamento. 
Durante muito tempo, a responsabilidade civil das instituições financeiras pela má concessão do crédito foi enquadrada na modalidade subjetiva, uma vez que era necessário que houvesse a comprovação de que o banco não agiu diligentemente no momento de conceder o empréstimo. 
Todavia, com o advento do Código de Defesa do Consumidor (CDC) e todo o seu sistema de proteção legal, a atividade da instituição financeira passou a ser entendida como uma atividade de risco, fundamentando a responsabilidade civil do setor bancário na modalidade objetiva, a qual é a regra para todos aqueles que se encaixam no conceito de fornecedor de produtos e serviços (Art. 14, CDC). 
Muito embora as instituições financeiras argumentem que o endividamento é um risco comum relacionado ao mercado financeiro, a estabilização da moeda, ocorrida nos últimos anos, fez com que os consumidores acreditassem em um mercado mais seguro e estável, o que muitas vezes, não condiz com nossa realidade.
Além disso, colocar a demonstração da culpa do banco como requisito para a sua responsabilização seria dificultar, e muito, a defesa do consumidor em juízo, o que também é vedado pelo Código de Defesa do Consumidor (Art. 6º). 
Assim, todas as vezes em que for verificado que a instituição financeira é a responsável pelo endividamento do consumidor - o que pode ser aferido, em geral, pela presença de estratégias de marketing voltadas a atingir os grupos socialmente vulneráveis, cláusulas abusivas e comportamento fraudulento da instituição - responde ela objetivamente pelos danos causados.

## Por países

### EUA
Um relatório especial da Corporação Federal de Seguro de Depósitos define os empréstimos garantidos como “impondo condições injustas e cruéis aos tomadores de empréstimo”. Outras agências governamentais usam o termo para descrever várias atividades ilegais na área de empréstimos.
Outros tipos de empréstimos classificados como obrigações incluem: 
empréstimo até o vencimento;
cartões de crédito e outras formas de crédito ao consumidor e descobertos com taxas de juros efetivas bem acima do nível de mercado.
Os empréstimos de servidão tendem a visar os menos educados, mas tendem a atingir todos os grupos demográficos. Um dos sinais de um empréstimo obrigacionista é uma taxa de empréstimo 6-15% superior à taxa bancária para um tipo de empréstimo semelhante, ou uma situação em que a taxa de incumprimento pode aumentar duas ou mais vezes em comparação com a taxa normal.

### Grã Bretanha
Novembro de 2013. Após a crise financeira de 2008-2012, os empréstimos de títulos aumentaram na Grã-Bretanha. A Wonga, que oferece microempréstimos a 37% ao mês (444% ao ano), chamou a atenção. Nesse sentido, o governo conservador anunciou sua intenção de impor restrições às taxas de juros.